# Netcare
No debe confundirse con el sistema electrónico de atención médica Alberta Netcare.
Netcare (Network Healthcare Holdings Limited) es una compañía sudafricana de atención médica. Es el mayor proveedor de atención médica privada (por delante de LIFE Healthcare, formalmente conocido como Afrox Healthcare y Mediclinic International) tanto en Sudáfrica como en el Reino Unido. Adquirió una participación de control en el Grupo General Healthcare del Reino Unido en 2006 y proporciona servicios al Servicio Nacional de Salud a través de su filial General Healthcare Group. El presidente actual es Meyer Kahn.

## Historia
Netcare se estableció en 1996 y figuraba en la JSE Limited (Johannesburg Stock Exchange) el mismo año. Inicialmente se expandió al Reino Unido en 2001. En 2002 ganó el contrato The Ophthalmic Chain en Kent, Merseyside, Cumbria, Lancashire, Hampshire y Thames Valley, para llevar a cabo 44.500 extracciones de cataratas en un período de 5 años y el contrato de £ 2.5 mil millones para el Greater Manchester Surgical Center, una instalación de 48 camas en el Hospital General de Trafford para proporcionar 44.863 procedimientos electivos durante 5 años con un programa de diagnóstico valorado en £ 1 mil millones. En 2004, firmó un contrato para llevar a cabo 41,600 operaciones de cataratas para el NHS en sitios en todo el Reino Unido, incluida Cumberland Infirmary.
La compañía adquirió una participación de control en General Healthcare Group, el grupo de hospitales privados más grande del Reino Unido con 50 hospitales, en 2006 por £ 2.2 mil millones. Esto llevó el número total de hospitales de Netcare a 120 con más de 11,000 camas, 510 quirófanos y 37 farmacias. GHG tenía una compañía subsidiaria, Amicus Health, que licitaba por contratos del NHS. Tenía contratos con el Hospital Stracathro para 8000 episodios de cirugía electiva en ortopedia, urología, cirugía general y gastroenterología entre 2006 y 2009. La compañía utilizó unidades móviles Vanguard Healthcare para tratar a pacientes con cataratas del NHS en todo el Reino Unido. Las unidades móviles de cataratas en Cumbria tuvieron tasas de falla 6 veces mayores que las de las instalaciones locales del NHS.
6 pacientes que fueron atendidos en el Royal Hospital Haslar en Portsmouth en 2006 demandaron después de operaciones defectuosas de cadera. Netcare culpó a un solo cirujano deshonesto que desde entonces había sido excluido de la operación y dijo que se trataba de "un incidente aislado".
En 2010, cinco médicos de Netcare, dos miembros del personal de la unidad de trasplantes y el director ejecutivo fueron acusados de presuntamente participar en un sindicato internacional de comercio de riñones en el que se pagaba a brasileños y rumanos pobres para que donaran riñones a israelíes ricos. La compañía se declaró culpable de realizar 109 operaciones ilegales entre 2001 y 2003. Admitió haber recibido 3.8 millones de rand (£ 342,000) del sindicato. Netcare KwaZulu, en la provincia oriental de KwaZulu-Natal de Sudáfrica, pagó 7,820,000 rand (£ 704,000) en multas.